# 할리우드 픽처스
할리우드 픽처스(Hollywood Pictures)는 월트 디즈니 스튜디오의 영화 부문 사장인 마이클 아이스너가 터치스톤 픽처스와 같이 성인 등급 수준의 상업 영화사를 하나 더 만들기로 제안하면서 1989년 2월 1일에 설립된, 영화 부문의 총괄회사인 월트 디즈니 스튜디오의 일원이면서 월트 디즈니 컴패니의 자회사였다.
하지만, 2001년부터 적자누적으로 인한 경영상의 어려움 때문에 5년간 영화 제작을 철수했다가, 2006년부터 공포 영화 전문 제작사로 탈 바꿈했지만 2007년, 디즈니의 영화 사업부문의 조직 개편에 따른 구조 조정으로 영원히 사라지게된다.

## 같이 보기
- 터치스톤 픽처스